# Brasil en el Campeonato Mundial de Atletismo de 2011
Brasil fue representado por un total de 30 atletas (15 hombres y 16 mujeres) en el Campeonato Mundial de Atletismo de 2011. Ocupó la undécima posición en el tabla general de medallas.

## Desempeño
La pertiguista Fabiana Murer conquistó la primera medalla de oro para Brasil en Campeonatos Mundiales de Atletismo. Además es la primera mujer sudamericana en alcanzar este logro. Hasta este evento, Brasil había cosechado cinco platas y cinco bronces, todos en categoría masculina.

## Resultados
| Atleta                       | Prueba                                     | Resultado |
| Hombres                      | Hombres                                    | Hombres |
| ---------------------------- | ------------------------------------------ | --- |
| Nilson André                 | 100 m, 200 m y relevos 4 x 100 m           | 100 m: Ronda preliminar, 34.º puesto en la clasificación general (10,54 s); 200 m: Ronda preliminar, puesto 31° de la clasificación general (20,93 s); 4 x 100: Descalificado en la ronda preliminar. |
| Caio Bonfim                  | 20 km marcha                               | 22.º puesto (1:24:29). |
| Diego Cavalcanti             | Relevos 4 x 100 m                          | Descalificado en la ronda preliminar. |
| Fabio Gomes da Silva         | Salto con pértiga                          | Final: 8° puesto (5,65 m). |
| Fernando da Silva            | 800 m                                      | Ronda preliminar: 38° puesto en la clasificación general. |
| Kleberson Davide             | 800 m                                      | Semifinal: 7° puesto en la clasificación general. |
| Luis Alberto de Araújo       | Decatlón                                   | 16.º puesto (7.902 pts). |
| Bruno de Barros              | 200 m y relevos 4 x 100 m                  | 200 m: Final, 6° puesto (20,31 s); 4 x 100: Descalificado en la ronda preliminar. |
| Carlos Roberto de Moraes jr. | Relevos 4 x 100 m                          | — |
| Ailson Feitosa               | Relevos 4 x 100 m                          | — |
| Lutmar Paes                  | 800 m                                      | Ronda preliminar: 34° puesto de la clasificación general. |
| Jefferson Sabino             | Triple salto                               | Fase de clasificación: 17° puesto en la clasificación general (16,51 m). |
| Mahau Suguimati              | 400 m vallas                               | Semifinal: puesto 23° en la clasificación general (50,89 s). |
| Sandro Viana                 | 200 m y relevos 4 x 100 m                  | 200 m: Descalificado en la semifinal por salida falsa; 4 x 100: Descalificado en la ronda preliminar.                                                                                                 |
| Moacir Zimmermann            | 20 km marcha                               | Descalificado. |
| Mujeres                      |                                            | |
| Elisângela Adriano           | Lanzamiento de disco                       | Fase de clasificación, 22.º puesto en la clasificación general (56,45 m). |
| Keila Costa                  | Salto de longitud y Triple salto           | S. de L.: Fase de clasificación, 24° puesto en la tabla general (6,26 m); T. S.: Final, décimo segundo puesto (13,72 m).                                                                              |
| Geisa Coutinho               | 400 m, relevos 4 x 100 m relevos 4 x 400 m | 400 m: Semifinal, 14° puesto en la clasificación general (51,87 s); 4 x 400: Ronda preliminar, 18.º puesto en la clasificación general (23:32,43).                                                    |
| Simone da Silva              | 5 000 m                                    | — |
| Jailma de Lima               | 400 m, 400 m vallas y relevos 4 x 400 m    | 400 m vallas: Ronda preliminar, 28° puesto (57,21 s); 4 x 400: Ronda preliminar, 18.º puesto en la clasificación general (23:32,43).                                                                  |
| Andressa de Morais           | Lanzamiento de disco                       | Fase de clasificación, 18.º puesto en la tabla general (55,93 m). |
| Bárbara de Oliveira          | Relevos 4 x 400 m                          | Ronda preliminar: 18.º puesto en la clasificación general (23:32,43). |
| Aline dos Santos             | Relevos 4 x 400 m                          | — |
| Vanda Gomes                  | 200 m y relevos 4 x 100 m                  | 200 m: Ronda preliminar, 29° puesto en la clasificación general (23,70 s); 4 x 100 m: Final, 8° puesto (43,10 s).                                                                                     |
| Franciela Krasucki           | Relevos 4 x 100 m                          | Final, 8° puesto (43,10 s). |
| Maurren Maggi                | Salto de longitud                          | Final: 11° puesto (6,17 m). |
| Fabiana Murer                | Salto con pértiga                          | Medalla de oro (4,85 m). |
| Rosemar Maria Neto           | Relevos 4 x 100 m                          | — |
| Rosângela Santos             | 100 m, y relevos 4 x 100 m                 | 100 m: Semifinal, 24° puesto en la clasificación general (11,61 s); 4 x 100 m: Final, 8° puesto (43,10 s).                                                                                            |
| Ana Claudia Silva            | 100 m, 200 m y relevos 4 x 100 m           | 100 m: Ronda preliminar, 15° puesto en la clasificación general (11,27 s); 200 m: Semifinal, 11° puesto en la clasificación general (22,97 s); 4 x 100 m: Final, 8.º puesto (43,10 s).                |
| Joelma Sousa                 | Relevos 4 x 400 m                          | Ronda preliminar: 18.º puesto en la clasificación general (23:32,43). |